# Georgia (film, 1995)
Pour les articles homonymes, voir Georgia.
Pour plus de détails, voir Fiche technique et Distribution.
Georgia est un film américano-français réalisé par Ulu Grosbard, sorti en 1995.

## Fiche technique
- Titre : Georgia
- Réalisation : Ulu Grosbard
- Scénario : Barbara Turner (en)
- Production : Ben Barenholtz, Ulu Grosbard, Jennifer Jason Leigh et Barbara Turner (en)
- Photographie : Jan Kiesser
- Montage : Elizabeth Kling
- Pays d'origine :  États-Unis
- Format : couleurs - 1,85:1 - Dolby
- Genre : drame
- Durée : 115 minutes
- Date de sortie : 1995

## Distribution
- Jennifer Jason Leigh (VF : Julie Dumas) : Sadie Flood
- Mare Winningham (VF : Françoise Cadol) : Georgia Flood
- Ted Levine (VF : Richard Darbois) : Jake
- Max Perlich (VF : William Coryn) : Axel Goldman
- John Doe (VF : Sylvain Lemarié) : Bobby
- John C. Reilly (VF : Jean-François Vlérick) : Herman
- Jimmy Witherspoon (VF : Robert Liensol) : Trucker
- Jason Carter (VF : Renaud Marx) : Chasman
- Tom Bower (VF : Jean-Pierre Leroux) : Erwin Flood
- Smokey Hormel : Leland
- Jimmy Z. : Clay
- Tony Marsico : Paul
- Jamian Briar : Andrew Flood
- Michael Shapiro : Brian
- Jo Miller (VF : Anne Jolivet) : Jo Miller

 Source et légende : version française (VF) sur RS Doublage et selon le carton du doublage français sur le DVD zone 2.